# Konstrukce trojúhelníku
Konstrukce obecného trojúhelníku je postup, jehož cílem je pomocí kružítka a pravítka (či specializovaného software) při určitém zadaném počtu prvků trojúhelníku (miniálně 3 nezávislé prvky) vytvořit trojúhelník odpovídající tomuto zadání.
Konstrukční úlohy se dělí na polohové, kdy je nutné dodržet při konstrukci pořadí prvků požadovaných zadáním, a úlohy nepolohové, kdy při konstrukci lze vybrat  jakýkoliv zadaný prvek jako první. Nejdůležitější výběr základních prvků, které se používají pro zadání konstrukce trojúhelníka (nepolohové úlohy):
| Konstrukční prvek  |    |    |    |
| ------------------ | -- | -- | -- |
| 3 strany           | a  | b  | c  |
| 3 těžnice          | ta | tb | tc |
| 3 výšky            | va | vb | vc |
| 3 úhly             | α  | β  | γ  |
| 1 kružnice opsaná  | r  |    |    |
| 1 kružnice vepsaná | ρ  |    |    |

Výběrem 3 prvků z těchto 14 základních je možné pro zadání konstrukce trojúhelníka definovat {\displaystyle C(14,3)=364} kombinací zadání, které lze seskupit do následujících skupin typů zadání: 
| Č. | Skupina zadání                                                          | Možné kombinace | Počet | Postup řešení                                                                         | Obtížnost |
| -- | ----------------------------------------------------------------------- | --- | ----- | ------------------------------------------------------------------------------------- | --------- |
| 1  | 3 strany (věta sss)                                                     | abc | 1     | např. 1. AB \|AB\|= strana c; 2. k;k(A; strana b), 3.l;l(B;strana a) 4 . C; C € k∩l   | nízká     |
| 2  | 2 strany a těžnice proti některé z nich                                 | {a,b,ta} {a,b,tb} {b,c,tb} {b,c,tc} {a,c,ta} {a,c,tc}                                                                   | 6     | průsečík těžnice a 1/2 strany proti ní je středem strany poté doplnění na trojúhelník | nízká     |
| 3  | 2 strany a těžnice proti třetí z nich                                   | {a,b,tc} {a,c,tb} {b,c,ta}                                                                                              | 3     |                                                                                       |           |
| 4  | 2 strany a výška proti některé z nich                                   | {a,b,va} {a,b,vb} {a,c,va} {a,c,vc} {b,c,vb} {b,c,vc}                                                                   | 6     |                                                                                       |           |
| 5  | 2 strany a výška proti třetí z nich                                     | {a,b,vc} {b,c,va} {a,c,vb}                                                                                              | 3     |                                                                                       |           |
| 6  | 1 strana a 2 těžnice jedna proti ní a druhá proti jedné z dalších stran | {a,ta,tb} {a,ta,tc} {b,ta,tb} {b,tb,tc} {c,ta,tc} {c,tb,tc}                                                             | 6     |                                                                                       |           |
| 7  | 1 strana a 2 těžnice proti ostatním stranám                             | {a,tb,tc} {b,ta,tc} {c,ta,tb}                                                                                           | 3     |                                                                                       |           |
| 8  | 1 strana a 2 výšky, jedna proti ní a druhá proti jedné z dalších stran  | {a,va,vb} {a,va,vc} {b,va,vb} {b,vb,vc} {c,va,vc} {c,vb,vc}                                                             | 6     |                                                                                       |           |
| 9  | 1 strana a 2 výšky proti ostatním stranám                               | {a,vb,vc} {b,va,vc} {c,va,vb}                                                                                           | 3     |                                                                                       |           |
| 10 | 1 stana, 1 těžnice a 1 výška proti ní                                   | {a,ta,va} {b,tb,vb} {c,tc,vc}                                                                                           | 3     |                                                                                       |           |
| 11 | 1 strana, 1 těžnice proti ní a 1 výška proti jedné z dalších stran      | {a,ta,vb} {a,ta,vc} {b,tb,va} {b,tb,vc} {c,tc,va} {c,tc,vb}                                                             | 6     |                                                                                       |           |
| 12 | 1 strana, 1 výška proti ní a 1 těžnice proti jedné z dalších stran      | {a,tb,va} {a,tc,va} {b,tc,vb} {b,ta,vb} {c,tb,vc} {c,ta,vc}                                                             | 6     |                                                                                       |           |
| 13 | 1 strana, 1 těžnice a 1 výška proti dalším stranám                      | {a,tb,vc} {a,tc,vb} {b,ta,vc} {b,tc,va} {c,ta,vb} {c,tb,va} {a,tb,vb} {a,tc,vc} {b,ta,va} {b,tc,vc} {c,ta,va} {c,tb,vb} | 12    |                                                                                       |           |
| 14 | 3 těžnice                                                               | {ta,tb,tc} | 1     |                                                                                       | střední   |
| 15 | 2 těžnice a 1 výška ze strany, ze které jde jedna z těžnic              | {ta,tb,va} {ta,tb,vb} {ta,tc,va} {ta,tc,vc} {tb,tc,vb} {tb,tc,vc}                                                       | 6     |                                                                                       |           |
| 16 | 2 těžnice a 1 výška proti třetí straně                                  | {ta,tb,vc} {ta,tc,vb} {tb,tc,va}                                                                                        | 3     |                                                                                       |           |
| 17 | 1 těžnice a 2 výšky (1 těžnice a 1 výška proti jedné ze stran)          | {ta,va,vb} {ta,va,vc} {tb,va,vb} {tb,vb,vc} {tc,va,vc} {tc,vb,vc}                                                       | 6     |                                                                                       |           |
| 18 | 2 výšky a 1 těžnice proti třetí straně                                  | {ta,vb,vc}{tb,va,vc}{tc,va,vb}                                                                                          | 3     |                                                                                       |           |
| 19 | 3 výšky                                                                 | {va,vb,vc} | 1     |                                                                                       | vysoká    |
| 20 | 2 strany a úhel jimi sevřený (věta sus)                                 | {a,b,γ} {a,c,β} {b,c,α}                                                                                                 | 3     |                                                                                       |           |
| 21 | 2 strany a úhel jimi nesevřený (věta ssu)                               | {a,b,α} {a,b,β} {a,c,α} {a,c,γ} {b,c,β} {b,c,γ}                                                                         | 6     |                                                                                       |           |
| 22 | 1 strana a 2 přilehlé úhly (věta usu)                                   | {a,β,γ} {b,α,γ}{c,α,β}                                                                                                  | 3     |                                                                                       | nízká     |
| 23 | 1 strana, jeden úhel přilehlý a druhý proti straně                      | {a,α,β} {a,α,γ} {b,α,β} {b,β,γ} {c,α,γ} {c,β,γ}                                                                         | 6     |                                                                                       |           |
| 24 | 3 úhly                                                                  | {α,β,γ} | 1     | lze sestrojit nekonečné množství podobných trojúhelníků                               | nízká     |